# Биратнагар (аэропорт)
Аэропорт Биратнагар (англ. Biratnagar Airport), (ИАТА: BIR, ИКАО: VNVT) — непальский аэропорт, обслуживающий коммерческие авиаперевозки города Биратнагар (район Моранг, Коси).

## Общие сведения
Аэропорт Биратнагар был открыт 6 июля 1958 года, с момента открытия и по сегодняшний день находится в ведении Управления гражданской авиации Непала. С начала 1960-х годов национальная авиакомпания страны Royal Nepal Airlines открыла первые регулярные внутренние и международные рейсы.
Аэропорт имеет самый большой пассажирский трафик по внутренним маршрутам среди всех аэропортов Непала. Управление гражданской авиации планирует модернизировать инфраструктуру этой воздушной гавани для возможности обслуживания крупных самолётов класса Boeing 747.
Аэропорт Биратнагар расположен на высоте 72 метров над уровнем моря и эксплуатирует одну взлётно-посадочную полосу 09/27 размерами 1505х34 метров с асфальтовым покрытием.